# Eino Penttilä
Eino Penttilä (Joutseno, 27 augustus 1906 – Pori, 24 november 1982) was een Finse speerwerper, die tweemaal deelnam aan de Olympische Spelen. Ook had hij het wereldrecord in handen.

## Biografie
Op 1 oktober 1927 verbeterde Penttilä in Viipuri met 69,88 m het wereldrecord van zijn landgenoot Jonni Myyrä met 1,33 m. Hierdoor was hij de grote favoriet op de Olympische Spelen van 1928 in Amsterdam. Daar was hij niet in goede vorm en wist hij zich ternauwernood met een zesde plaats voor de finale te plaatsen, waarin hij op 77 cm het brons miste. De Zweed Erik Lundqvist won het goud met 67,34.
Op de Olympische Spelen van 1932 in Los Angeles won Penttilä een bronzen medaille bij het speerwerpen. Met een beste poging van 68,70 eindigde hij achter zijn landgenoten Matti Järvinen (goud; 72,71) en Matti Sippala (zilver; 69,80).
In 1934 nam Eino Penttilä niet meer deel aan de eerste Europese kampioenschappen in Turijn. Van zijn prestaties op de Finse kampioenschappen zijn geen uitslagen meer bekend.
Penttilä was aangesloten bij Helsingin Kisa-Veikot.

## Persoonlijk record
| Onderdeel   | Prestatie | Jaar |
| ----------- | --------- | ---- |
| speerwerpen | 70,64 m   | 1932 |

## Wereldrecord
| Oude speer (voor 1986) |                  |       |
| 66,62                  | 12 december 1924 | Eksjö |

## Wereldranglijst
- 1926: 10e 62,58 m
- 1927: 1e 69,88 m
- 1928: 3e 67,77 m
- 1929: 4e 65,66 m
- 1930: 2e 68,38 m
- 1931: 1e 69,80 m
- 1932: 2e 70,64 m
- 1933: 3e 69,35 m
- 1934: 7e 68,21 m

## Prestaties

### speerwerpen
- 1928: 6e OS - 63,20 m
- 1932:  OS - 68,70 m